# Expansões de Fallout 3
Fallout 3 contém cinco pacotes de expansão disponíveis. Em cada expansão é adicionado ao jogo novas missões, novos locais para visitar e novos itens. Todd Howard foi o primeiro a confirmar durante a E3 2008 que o conteúdo adicional seriam preparados para o Xbox 360 e Windows. Dos cinco, "Broken Steel" teria o maior efeito sobre o jogo, alterando o final, aumentando o nível máximo para 30 e permitindo que o jogador continue a jogar após finalizar as missões principais. Após o lançamento das 5 expansões anunciadas,foi lançada uma edição especial do jogo para consoles e computadores intitulada de "Fallout 3:Game Of The Year", no qual trazia as 5 expansões inclusas no disco e possuía uma "luva" em alto relevo para colecionadores.

## Operation: Anchorage
Operation: Anchorage foi o primeiro pacote de expansão disponível para Fallout 3, e se passa em um simulador de realidade virtual de uma "simulação militar" dentro do jogo principal, onde o personagem do jogador é despojado de seus equipamentos e é forçado a utilizar as substituições previstas. A simulação se baseia antes da Grande Guerra, em um lugar onde o Exército dos Estados Unidos libertou Anchorage (Alasca), das forças chinesas. O pacote contém várias novas missões, novos itens e adiciona quatro novas conquistas. A Jogabilidade dentro da simulação é diferente do jogo principal, saúde e munições são reabastecidas exclusivamente em estações de cura e recarga que ficam localizados em vários lugares do mapa, os itens funcionalmente não sofrem avarias e cadáveres inimigos desaparecem em vez de permitir que o jogador peguem em seu corpo munições e outros itens.
Operation: Anchorage foi lançado na América do Norte e na Europa em 27 de janeiro de 2009 no Xbox Live e Games for Windows Live. Embora o tenha sido previsto o lançamento para PlayStation 3 em Junho de 2009, na última semana de junho as atualizações da PlayStation Store não tinham incluído. A Bethesda divulgou a informação sugerindo que o atraso foi devido ao seu desejo de resolver todos os bugs antes do lançamento, bem como testes de compatibilidade entre os DLCs. Operação:. Anchorage junto com o The Pitt foi lançado em 1 de outubro de 2009 para PS3.

## The Pitt
The Pitt é o segundo pacote de expansão e permite que o jogador a viaje para a cidade industrial conhecida como The Pitt, nas ruínas de Pittsburgh, Pensilvânia. O pacote de expansão disponibiliza novas armas, novas armaduras e itens de vestuário, quatro conquistas e cerca de quatro a cinco horas de jogo. The Pitt foi lançado em 24 de março de 2009 no Xbox Live e Games for Windows Live, mas foi rapidamente removido devido inúmeras a falhas no jogo. Outras investigações foram realizadas pela Bethesda e Microsoft e de acordo com Twitter oficial uma Bethesda, a partir de 25 de marco de 2009, o pacote de expansão foi de novamente disponibilizado para o Xbox Live.

## Broken Steel
Broken Steel é o terceiro pacote de expansão e com mais mudanças significativas, alterando o final original de Fallout 3 e permitindo que o jogador continue a jogar após o fim da missão principal. Se o jogador tiver ativado pessoalmente o Projecto Pureza, ao invés de morrer ele entra em um coma. Duas semanas depois acorda e ajuda a Brotherhood of Steel a livrar a Capital Wasteland do Enclave de uma vez por todas. O pacote também eleva o limite do nível para 30. Inclui três missões principais e três  side-quests. Broken Steel foi lançado em 5 de maio de 2009 no Xbox Live e Games for Windows  Live (GFWL).

## Point Lookout
Point Lookout é o quarto pacote de expansão disponível para download e ocorre em Point Lookout State Park, em Maryland. Ao contrário de outras áreas em Fallout, bombas não foram lançadas diretamente em Point Lookout. A população local deixou o local e atualmente é descrito como um terreno grande pântano devastado. Este pacote tem novos inimigos chamados swampfolk, que são caipiras que atacam com machados, pás e espingardas de cano duplo. Point Lookout foi lançado em 23 de junho de 2009 para o Xbox 360 e PC, e em 8 de outubro de 2009 para o PlayStation 3

## Mothership Zeta
Mothership Zeta é o quinto e último pacote de expansão, e segue o personagem principal após de ter sido abduzido por alienígenas enquanto explora uma misteriosa transmissão de rádio a partir "Alien Crash Site". Acontece inteiramente dentro de uma nave alienígena, tamanho semelhante ao Operation: Anchorage, e tem uma ênfase semelhante no combate. Foi lançado em 3 de agosto de 2009 para o Xbox e PC e em 8 de outubro de 2009 para o Playstation 3.